# Oldřich Hejdušek
Oldřich Hejdušek (* 1. Oktober 1957 in Brünn) ist ein ehemaliger tschechoslowakischer Steuermann im Rudern, der von 1980 bis 1992 dreimal an Olympischen Spielen teilnahm. Bei Weltmeisterschaften gewann er drei Silbermedaillen und zwei Bronzemedaillen, 2007 war er Europameister.

## Sportliche Karriere
Der 1,60 m große Oldřich Hejdušek trat zunächst für Lodní Sport Brünn an. Später war er bei Dukla Prag.
Bei den Weltmeisterschaften 1977 belegte Hejdušek den vierten Platz mit dem Achter. Zwei Jahre später gewann er bei den Weltmeisterschaften 1979 seine erste Weltmeisterschaftsmedaille. Zusammen mit Milan Škopek und Josef Plamínek erkämpfte er die Silbermedaille im Zweier mit Steuermann mit 0,6 Sekunden Rückstand auf das Boot aus der DDR. Im Jahr darauf belegte der tschechoslowakische Zweier in der gleichen Besetzung den sechsten Platz bei den Olympischen Spielen 1980. Bei den Weltmeisterschaften 1981 erreichten die drei Tschechoslowaken das Ziel in der gleichen Zeit wie der britische Zweier, die Bronzemedaille ging an die Briten, während Škopek, Plamínek und Hejdušek den vierten Platz belegten. 1982 rückte Milan Doleček für Plamínek in den Zweier, bei den Weltmeisterschaften 1982 siegte das italienische Boot vor dem Zweier aus der DDR, dahinter ging Bronze an den Zweier aus der Tschechoslowakei. Im Jahr darauf belegte die Crew den fünften Platz bei den Weltmeisterschaften 1983. An den Olympischen Spielen 1984 nahm die Tschechoslowakei wegen des Olympiaboykotts nicht teil.
1986 steuerte Hejdušek den Achter auf den zehnten Platz bei den Weltmeisterschaften 1986, 1987 war er Zwölfter mit dem Vierer mit Steuermann. Bei den Olympischen Spielen 1988 belegten Milan Doleček, Petr Hlídek, Dušan Macháček, Michal Šubrt und Oldřich Hejdušek den achten Platz im Vierer. 1989 belegte Hejdusek im Zweier den neunten Platz bei den Weltmeisterschaften. Zwei Jahre später bei den Weltmeisterschaften in Wien gewannen Michal Dalecký, Dušan Macháček und Hejdušek die Bronzemedaille. 1992 verpassten Macháček, Pavel Sokol und Hejdušek im Vorlauf bei den Olympischen Spielen in Barcelona den Einzug ins Halbfinale.
Ab 1993 trat Oldřich Hejdušek für Tschechien an. Bei den Weltmeisterschaften 1993 vor heimischem Publikum in Račice u Štětí siegte im Vierer mit Steuermann das rumänische Boot. Drei Sekunden dahinter gewannen Petr Blecha, Michal Dalecký, Jiří Šefčík, Pavel Sokol und Oldřich Hejdušek die Silbermedaille, neben der Silbermedaille von Václav Chalupa im Einer die einzige Medaille für die Gastgeber dieser Weltmeisterschaften. Oldřich Hejdušek steuerte auch den tschechischen Achter, der aber nur den neunten Platz belegte. 1996 gehörte der Vierer mit Steuermann nicht mehr zum olympischen Programm. Bei den Weltmeisterschaften 1996 in den nichtolympischen Bootsklassen gewannen Dušan Businský, Michal Dalecký, Pavel Malinsky, Lubomir Skalicky und Oldřich Hejdušek die Silbermedaille hinter den Rumänen. 1997 belegte der tschechische Vierer den sechsten Platz bei den Weltmeisterschaften.  1998 in Köln steuerte Hejdušek zwei Boote, dem sechsten Platz im Vierer folgte ein zehnter Platz im Zweier.
Nach einigen Jahren Unterbrechung steuerte Oldřich Hejdušek 2003 und 2004 den tschechischen Achter. 2007 fanden erstmals nach 34 Jahren wieder Ruder-Europameisterschaften statt. Bei der Regatta in Posen gewann der tschechische Achter den Europameistertitel. 2009 fanden in Posen die Weltmeisterschaften statt. Der tschechische Zweier mit Jakub Makovička, Václav Chalupa und Oldřich Hejdušek gewann die Silbermedaille hinter dem Boot aus den Vereinigten Staaten. 2010 erkämpften Jakub Houska, Jakub Makovička und Hejdušek die Bronzemedaille bei den Europameisterschaften. Bei den Europameisterschaften 2013 belegte Hejdušek den sechsten Platz mit dem Achter. Im Jahr darauf belegte er mit dem Achter den zehnten Platz. Zwischen seinem ersten internationalen Start bei den Junioren-Weltmeisterschaften 1974 und seinem letzten Start bei den Europameisterschaften 2014  lagen vierzig Jahre.